# 加里宁-松采沃线
加里宁线（8号线，羅馬化：Kalininskaya liniya）與松采沃线（8A号线，羅馬化：Solntsevskaya liniya）为莫斯科地铁中兩條分開營運的路线，地图上以黄色线为标识。8号线长16.3公里共8车站，于1979年投入营运。8A线30.9公里長共14個車站，於2014年1月落成使用。

## 历史及路線特色
8號線最初建於與環狀線的塔甘卡站交匯的馬克思主义者站連接到東區的佩罗沃和新吉列耶沃為舉辦1980年莫斯科奧運會的地區提供地鐵接駁服務。1986年8號線伸延進環線圈內抵達特列季亚科夫站與6號線交匯成為系統中第3個跨月台轉車站。
8號線的名稱「加里寧線」源於通車時經過以米哈伊尔·加里宁命名的加里宁區，不過這個分區在1990年代已經被取消，但8號線依然維持以加里宁命名，成為莫斯科地鐵中唯一一條還是以蘇維埃政治人物命名的鐵路（其他曾經以政治人物命名的有1號線、2號線及7號線）。
8A線原本計劃為像12號布托沃線獨立營運的「輕級地鐵」線，但官方在2010年起宣傳這段鐵路將會成為加里寧線西端延線的一部分以服務莫斯科首都西南的松采沃区 (莫斯科)及可能伸延到伏努科沃機場（類似倫敦地鐵的皮卡迪利線希思羅機場支段），2014年商業中心至拉緬基站一段率先落成啟用，以後兩線中間部分的車站建成就合併成一條貫通東西的「加里宁－松采沃线」。

## 車站列表
全線都位於莫斯科市內。
| 中文站名       | 俄文站名 | 英文站名 | 接續路線                                                 | 所在地     |
| 加里宁线       | 加里宁线 | 加里宁线 | 加里宁线                                                 | 加里宁线   |
| -------------- | -------- | -------- | -------------------------------------------------------- | ---------- |
| 新科西諾       |          |          |                                                          | 東行政區   |
| 新吉列耶沃     |          |          |                                                          | 東行政區   |
| 佩羅沃         |          |          |                                                          | 東行政區   |
| 熱情公路       |          |          | 莫斯科中央环线（熱情公路）                               | 東行政區   |
| 航空發動機     |          |          |                                                          | 東南行政區 |
| 伊里奇廣場     |          |          | 柳布利诺-德米特罗夫线（羅馬）                            | 中央行政區 |
| 馬克思主義者   |          |          | 环状线（塔甘卡） 塔甘卡-红普列斯尼亚线（塔甘卡）         | 中央行政區 |
| 特列季亞科夫   |          |          | 卡卢加-里加线 莫斯科河畔线（新庫茲涅茨克）               | 中央行政區 |
| 未興建         |          |          |                                                          |            |
| 沃爾洪卡       |          |          | 索科利尼基线（克魯泡特金）                               | 中央行政區 |
| 普柳希哈       |          |          | 阿尔巴特-波克罗夫卡线（斯摩棱斯克） 菲利线（斯摩棱斯克） | 中央行政區 |
| 多羅戈米洛沃   |          |          |                                                          | 中央行政區 |
| 松采沃线       |          |          |                                                          |            |
| 商業中心       |          |          | 菲利线（商业中心） 大环线（商業中心）                    | 中央行政區 |
| 勝利公園       |          |          | 阿尔巴特-波克罗夫卡线（胜利公园）                        | 西行政區   |
| 明斯克         |          |          |                                                          | 西行政區   |
| 洛蒙諾索夫大道 |          |          |                                                          | 西行政區   |
| 拉緬基         |          |          |                                                          | 西行政區   |
| 米丘林大道     |          |          | 大环线（米丘林大道）                                     | 西行政區   |
| 湖區           |          |          |                                                          | 西行政區   |
| 戈沃羅沃       |          |          |                                                          | 西行政區   |
| 松采沃         |          |          |                                                          | 西行政區   |
| 博羅夫斯克公路 |          |          |                                                          | 西行政區   |
| 新佩列傑爾金諾 |          |          |                                                          | 西行政區   |
| 拉斯卡佐夫卡   |          |          |                                                          | 西行政區   |
| 佩赫金诺       |          |          |                                                          | 西行政區   |
| 伏努科沃机场   |          |          |                                                          | 西行政區   |

## 外部連結
- （俄文）莫斯科地鐵官方網頁——加里宁线